# Gašper Kopitar
Gašper Kopitar (Jesenice, 13 agosto 1992) è un ex hockeista su ghiaccio sloveno, di ruolo attaccante.

## Carriera
Figlio di Matjaž e fratello minore di Anže Kopitar, entrambi a loro volta hockeisti, ha svolto la maggior parte della carriera in Nord America (dapprima a livello giovanile, poi in ECHL con le maglie di Ontario Reign e Manchester Monarchs). Nella prima parte della stagione 2012-2013 aveva giocato con il Mora Ishockeyklubb, nella seconda serie svedese, l'Hockeyallsvenskan, ma il 31 dicembre 2012 aveva accettato l'offerta degli Ontario Reign in ECHL, con cui ha poi disputato anche la stagione successiva.
Passò quindi ai Manchester Monarchs neoiscritti in ECHL.
Nel 2013 ha vestito la maglia della Slovenia in occasione delle qualificazioni ai Giochi di Soči 2014 e del mondiale di Top Division.
Ha annunciato il ritiro nel dicembre del 2018.